# 8305 Teika
8305 Teika (1995 DQ1) là một tiểu hành tinh vành đai chính được phát hiện ngày 22 tháng 2 năm 1995 bởi T. Kobayashi ở Oizumi.